# Hypotrachyna protochlorina
Hypotrachyna protochlorina är en lavart som beskrevs av Sipman, Elix & T.H. Nash. Hypotrachyna protochlorina ingår i släktet Hypotrachyna och familjen Parmeliaceae.   Inga underarter finns listade i Catalogue of Life.